# Sancai

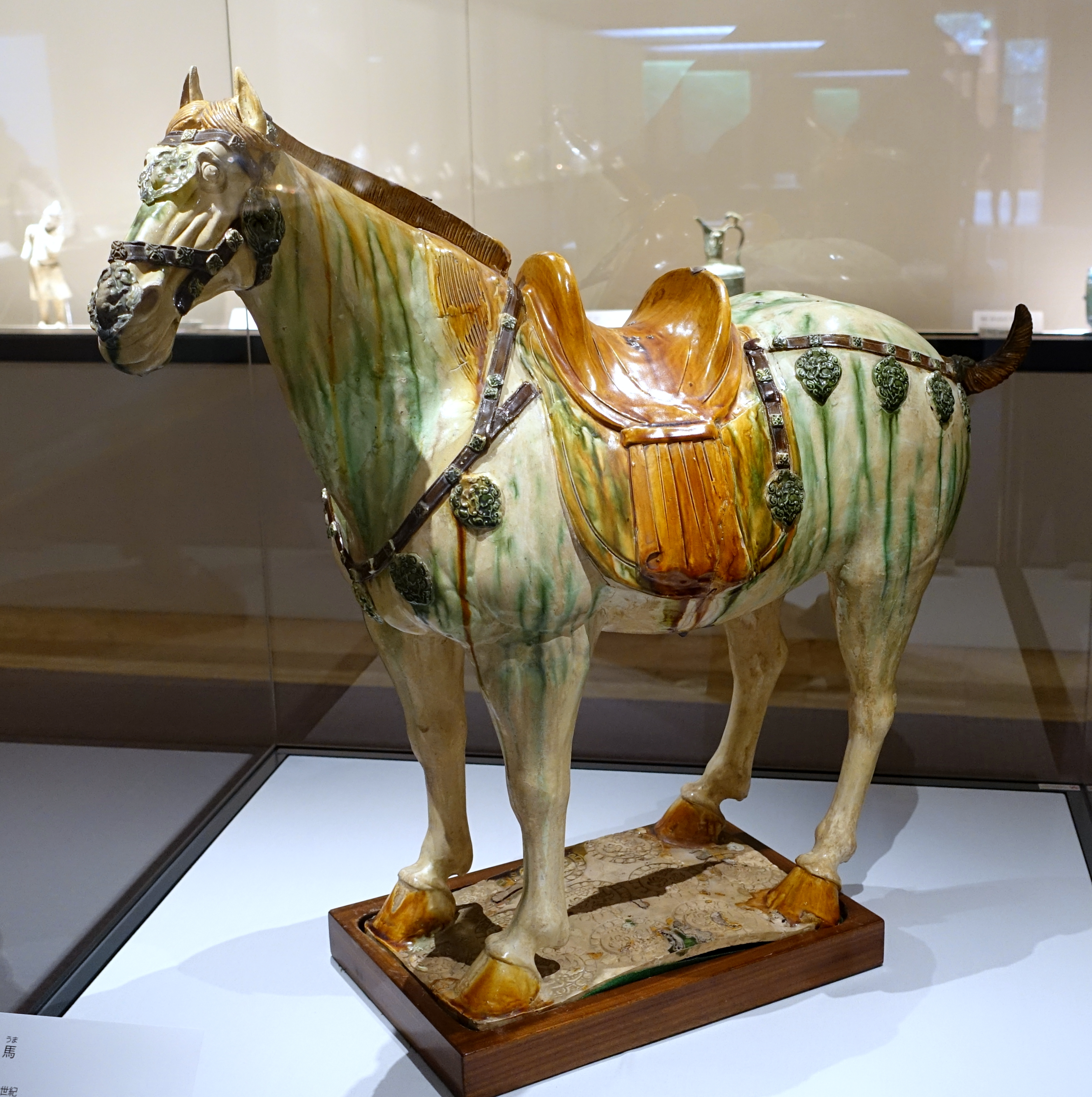
En häst i sancai-keramik från Tangdynastin.

Sancai (唐三彩; Táng Sāncǎi,  'Tre färger' ) eller Flerfärgsglasyr eller Tang trippelfärg är ett samlingsnamn för färgglaserad kinesisk keramik från mellersta delen av Tangdynastin (618–907). Sancai-keramiken användes som gravgods för den kejserliga överklassen, och är idag högt värderat och eftertraktat av samlare. Sancai-keramiken avbildar oftast vardagliga motiv såsom människor, djur eller hushållsföremål.
Namnet sancai som betyder 'tre färger' kan framstå som missvisade då minst sex olika färger används på sancai-keramik. Ursprunget till namnet kommer från utgrävningar 1928 där trefärgade artefakter hittades. Därefter har namnet levt kvar även efter att lergods med fler färger hittades.

## Historia

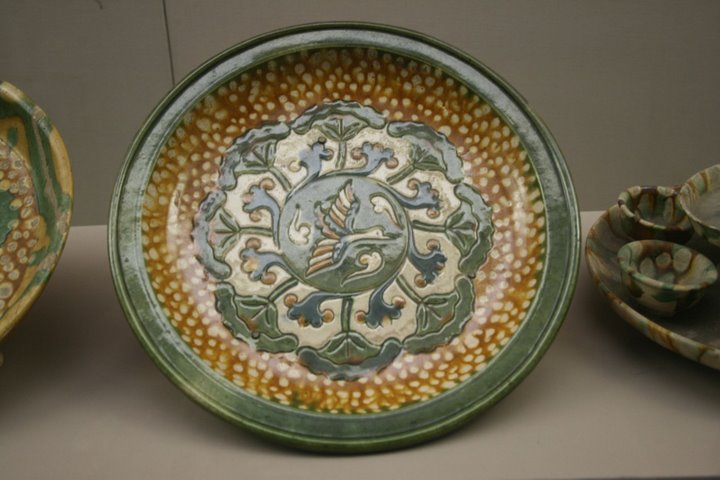
Ett fat i sancai-keramik.

Under inledningen av Tangdynastin gjordes stora ansträngningar för att minska kostnaderna för överklassens gravar, och även för att minska risken för gravplundring. I linje med dessa tankegångarna togs sancai-keramik fram under andra halvan av 600-talet avsedda uteslutande som gravgods för den kejserliga familjen och hovets överklass. Sannolikt var tillverkningen av sancai kontrollerad av hovet. Under drygt hundra år från slutet av 600-talet hade sancai-keramiken sin storhetstid som utsmyckning i Tangdynastins gravar. Den fullt utvecklade sancai härrör från och med tiden för kejsarinnan Wu Zetian (r. 690–705) och toppkvalitet producerades därefter under ungefär 75 år. Den äldsta av Tangdynastins sancai-gravgodes härrör från en grav daterad år 663, och den yngsta från 850.
Tangdynastins båda huvudstäder, Chang'an (dagens Xi'an) och Luoyang, hade separate produktionsanläggningar för sancai. Gongyi i Henan producerade sancai för Luoyang och Huangbao i Shaanxi producerade för Chang'an, och de båda anläggningarna producerade med anmärkningsvärt likvärdigt resultat.
Tangdynastins sancai-keramik fick motsvarigheter i efterföljande dynastier såsom Song-sancai, Liao-sancai och även japansk Nara-sancai. Från 1200-talet till mitten av 1400-talet fraktades Sancai-keramiken väster ut längs sidenvägen för ett omfattande användande i Syrien, Cypern och  Italien. Sancai blev även populärt i Japan.

## Utförande

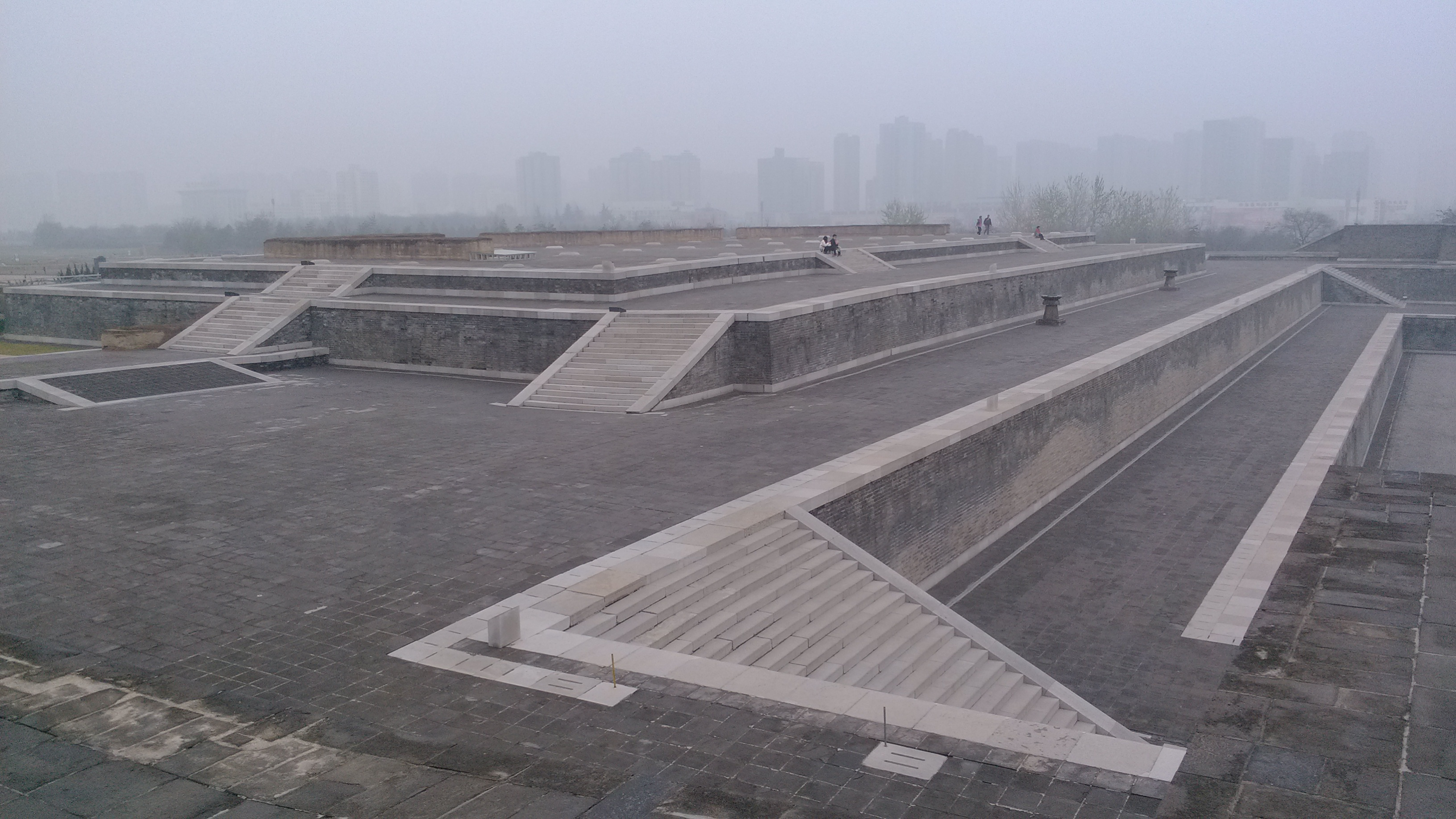
Det renoverade fundamentet till Hanyuansalen i Damingpalatset där tegelskärvor av sancai hittats.

Vanligen användes de tre färgerna gul, grön och brun, eller mer nyanserat uttryckt; krämfärg/halmvit, grön och bärnstensfärgat. Utöver dessa tre grundfärger förekom även varianter av koboltblå, lila, turkos, svart, grå och vit.
Sancai-keramiken föreställde vanligen vardagliga motiv såsom människor, djur, möbler, fat, vaser, fordon, byggnader eller landskap. De avbildade människorna är vanligen kvinnor, och många av dem tillhör Hufolket. De mest frekvent avbildade djuren är hästar och kameler. Storleken på objekten varierar från någon decimeter till över en meter höga. En del objekt är kopior från original som utförts i ädlare material såsom t.ex. guld, silver eller brons.
Det har även hittats arkitektoniska artefakter i sancai-keramik såsom t.ex. tegelskärvor i Damingpalatset i dagens Xi'an och Shangyangpalatset i Luoyang. De arkitektoniska objekten härrör från tiden efter år 675.
Stilen på sancai-keramik har influens från många kulturer såsom från Indien, Persien, Mesopotamien och Centralasien som kombinerats med den kinesiska formgivningen.

## Fynd

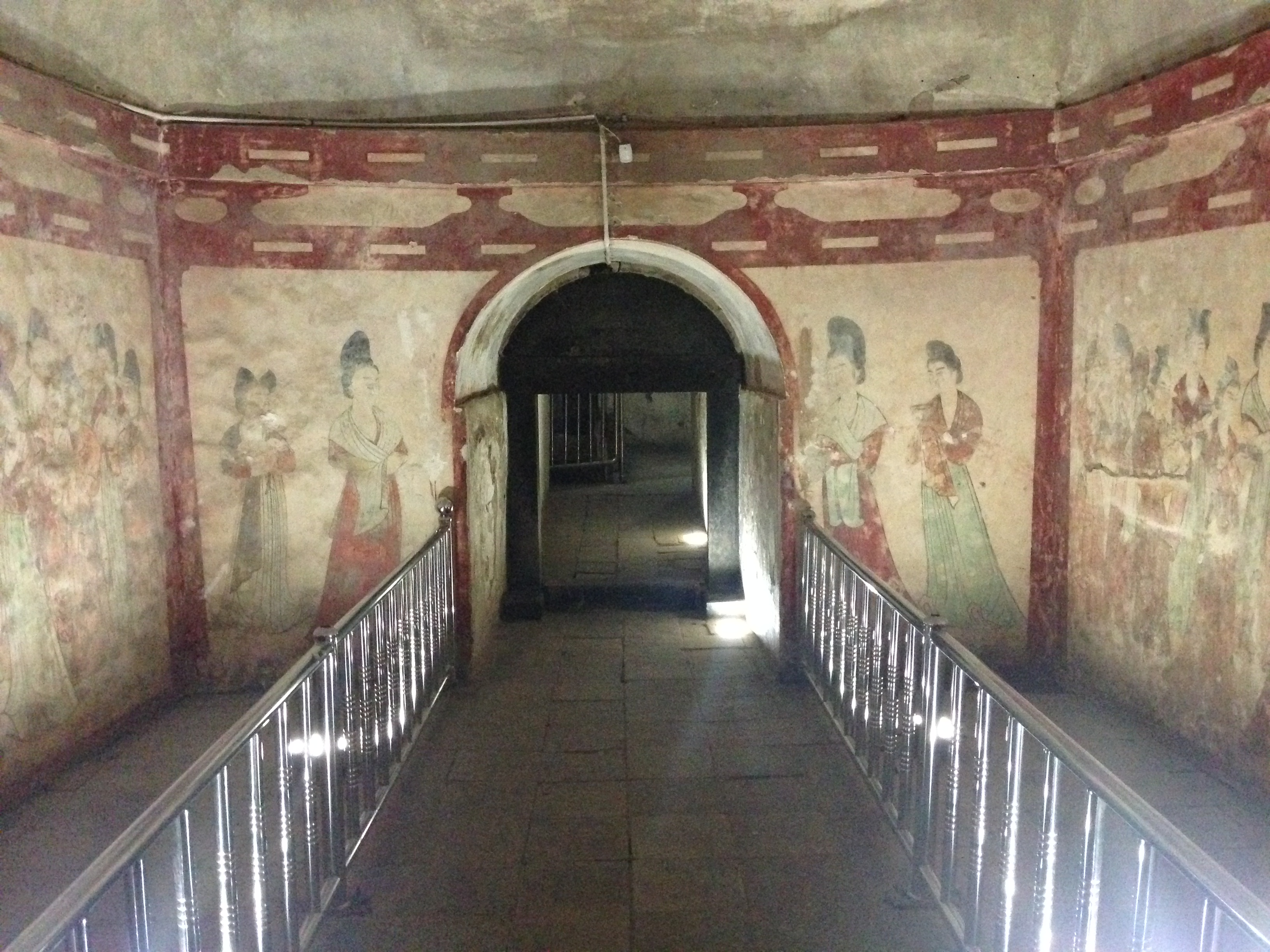
Prinsessan Yongtais grav som är en av Qianlings satellitgravar där det trots att graven blivit plundrad hittats 172 sancai-objekt.

I ungefär 30 gravar har sancai-objekt grävts ut, och den största delen har grävts ut väster om dagens Xi'an i Shaanxi, som var en av Tangdynastins huvudstäder. Betydligt färre, men ändå rikligt, med fynd har hittats kring dynastins andra huvudstad Luoyang i Henan. Även utanför Taiyuan i Shanxi har gravfynd av sancai gjorts. Enstaka fynd har också gjorts i Hebei, Jilin, Hunan, Hubei och Peking. Utmärkande fynd har gjorts t.ex. i Zhaolings och Qianlings satellitgravar.

## Teknik
Tekniken för att tillverka sancai har sitt ursprung från metoder som utvecklades under Norra Qidynastin (550-557).
Den största skillnaden mellan sancai-keramik och äldre kinesiskt lergods är att sancai görs på vit eldfast sekundärt kaolin från norra Kinas gruvåmråden i Shaanxi, Hebei och Henan.  Lergodset har en förhållandevis hög andel bly i frittan.
Glasyren bestod av mineraloxider av koppar (för grönt), järn (för gult och brunt) och kobolt (för blått). Efter glaseringen brändes lergodset i ungefär 900 till 950 grader. Glasyren är väldigt lättflytande och inte optimal för t.ex. avbildning av ansikten. Därför finns finns det ibland ytor på lergodset som medvetet lämnades oglaserade och i stället målats i efterhand. De oglaserade ytorna målades ibland med pigment av organiska material, och dessa pigment har ofta gått förlorade under åren. Den koppargröna glaseringen är giftig, och sancai-artefakterna skulle kunna vara dödliga om de används som hushållskeramik.
Under sin samtid var inte sancai-keramiken ur ett tekniskt perspektiv betraktade som högstående.

## Galleri

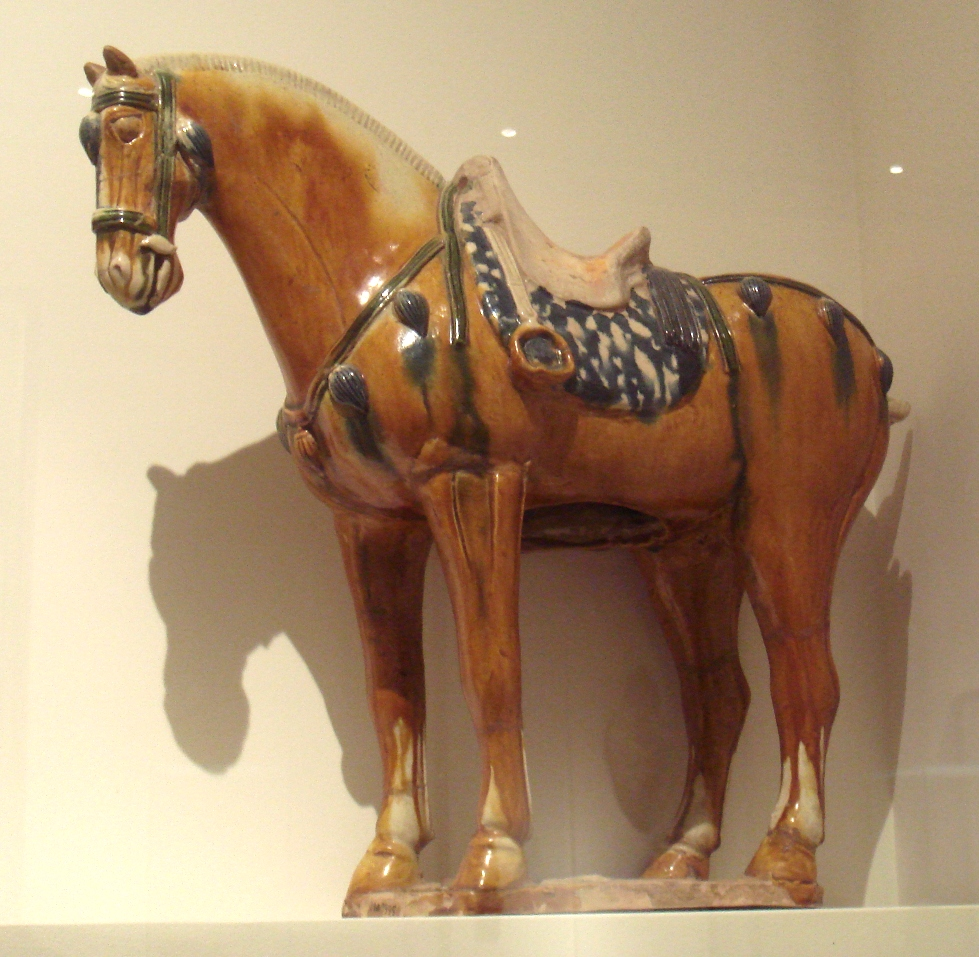
En häst i sancai från 600- eller 700-talet.
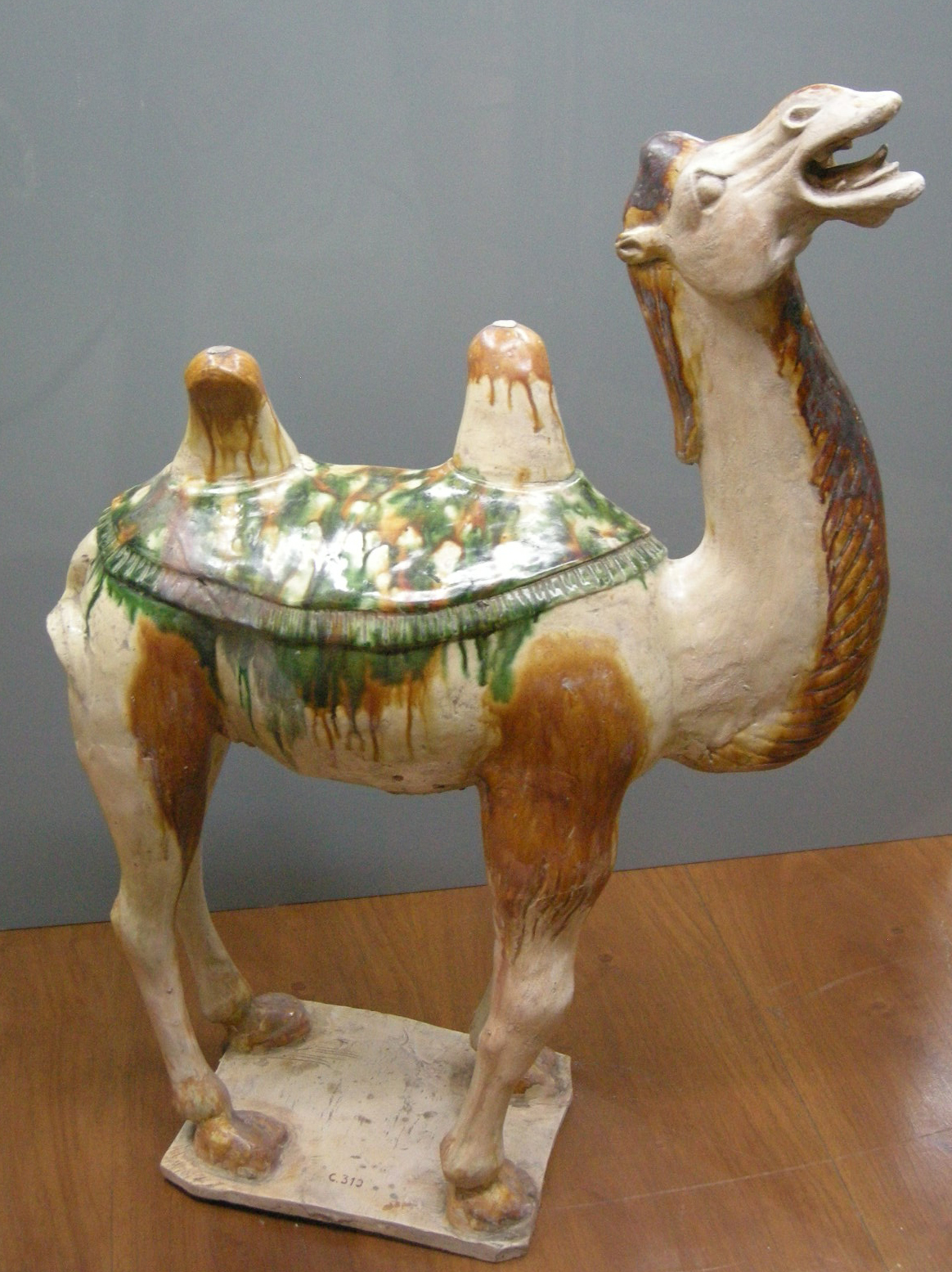
En kamel i sancai
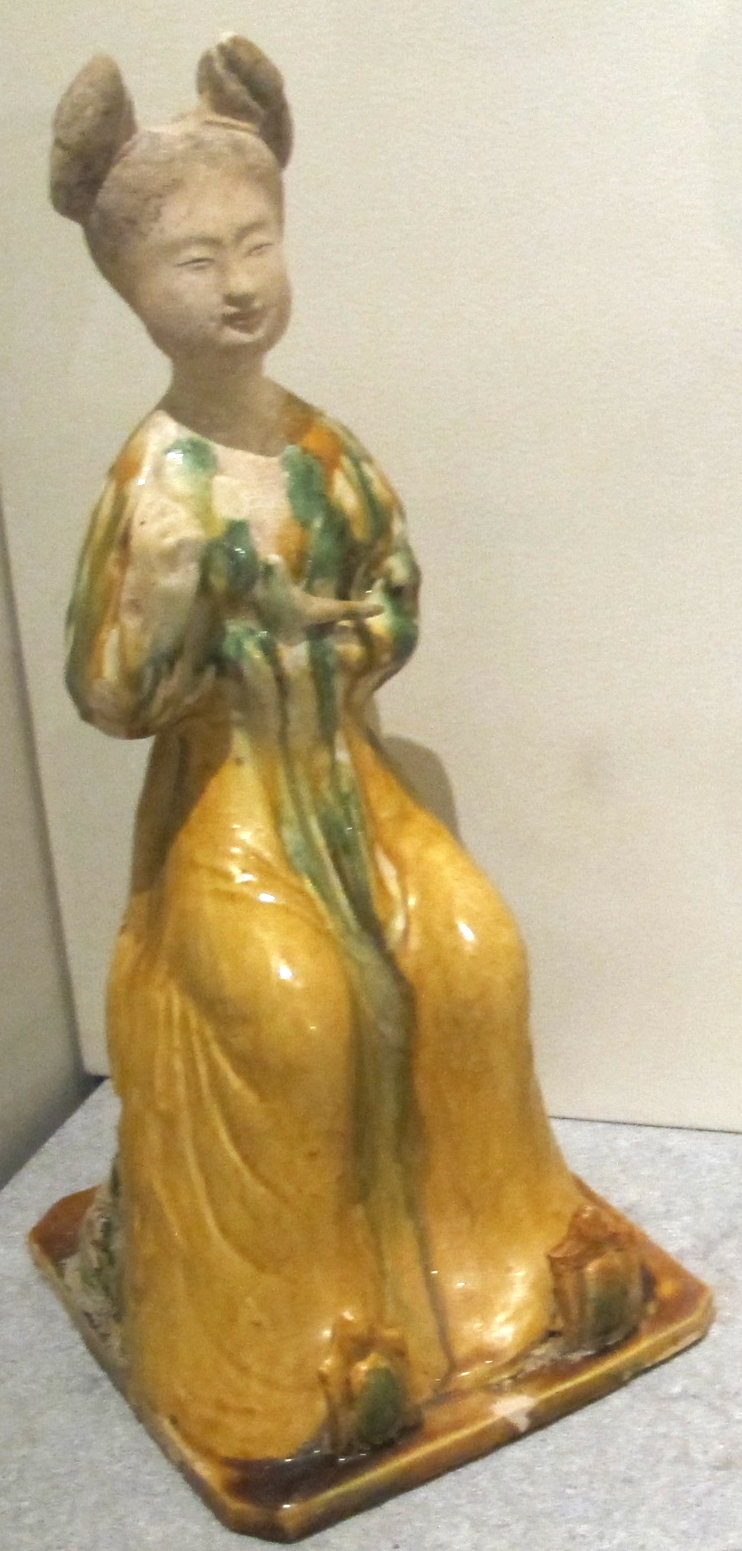
En sittande dam i sancai från 700-talet.
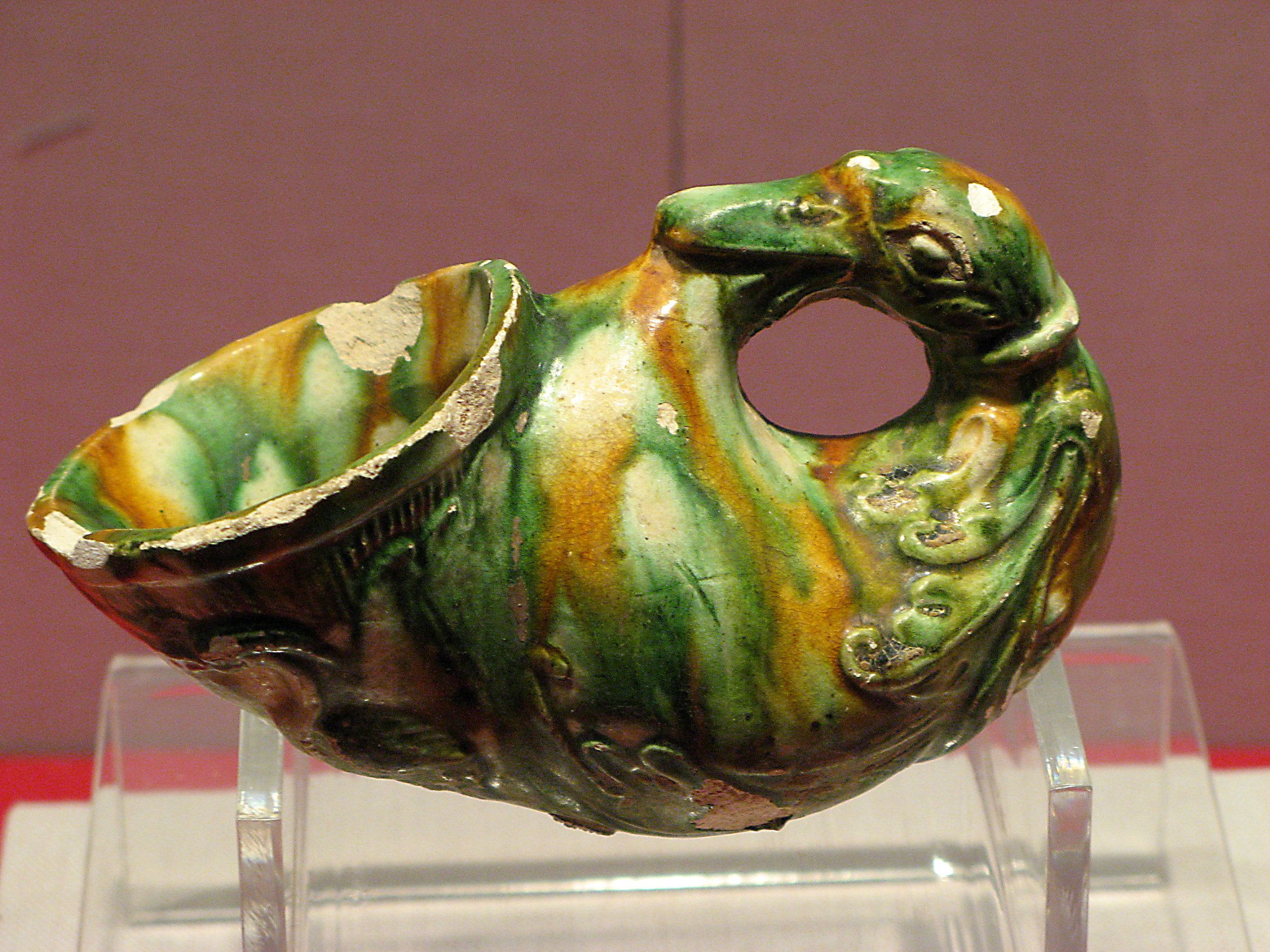
En prydnadskopp i sancai.